# Loxodonta adaurora
Loxodonta adaurora — вимерлий вид слонів з роду Loxodonta, що належить до групи африканських слонів. Скам'янілості Loxodonta adaurora знайдено лише в Африці, де вони розвивалися в пліоцені. Вважалося, що L. adaurora є генетичним попередником двох сучасних видів африканських слонів, проте аналіз 2009 року припустив, що L. africana розвинувся з L. atlantica. У цьому ж дослідженні зроблено висновок, що Loxodonta adaurora морфологічно не відрізняється від Mammuthus subplanifrons і що вони належать до одного виду.